# Битва при Пльзене
Битва при Пльзене (нем. Schlacht bei Pilsen) — осада Пльзеня, произведённая чешскими протестантами под руководством графа Мансфельда. Это было первое значительное боевое столкновение Тридцатилетней войны.

## Предыстория
23 мая 1618 года протестантское дворянство Праги захватило власть и выбросило католических представителей в окно пражского городского зала. Новое правительство, сформированное протестантской верхушкой, пригласило графа Мансфельда руководить всеми военными силами. Католики стали покидать Прагу. Многие из них эвакуировались в Пльзень, рассчитывая на то, что городские укрепления позволят им выдержать достаточно долгое военное противостояние. Город был хорошо подготовлен к длительной осаде, однако укрепления имели недостаточно гарнизона, а для артиллерии не хватало пороха. Мансфельд решил захватить город до того, как тот получит поддержку извне.

## Осада
19 сентября 1618 года армия Мансфельда достигла окраин города. Защитники заблокировали двое городских ворот, а на третьих выставили дополнительную охрану. Протестантская армия была слишком слаба, чтобы взять замок штурмом, поэтому Мансфельд решил взять измором. 2 октября прибыла протестантская артиллерия, но из-за малого калибра и малочисленности бомбардировка имела небольшой эффект. Осада продолжилась, протестанты ежедневно получали подкрепления и снабжение, в то время как осаждённые испытывали недостаток в продовольствии и амуниции. Кроме того, главный городской колодец был разрушен, а запасы воды скоро закончились.
Наконец 21 ноября в стене была проделана брешь, и протестанты вошли в город. После нескольких часов рукопашной схватки город был в руках Мансфельда.

## Последствия
После захвата города Мансфельд потребовал 120 000 золотых гульденов в качестве контрибуции и дополнительно 47 000 флоринов за обещание не грабить и не сжигать город. Напав на город, протестантская знать закрыла окно для переговоров и спровоцировала военный ответ императора, помогая радикализировать местное восстание и перерасти в полномасштабную войну. Самым непосредственным последствием осады стало создание союза католических князей с императором с целью подавления восстания.
Священная Римская империя и Бавария собрали значительные силы и направили к Пльзеню и Праге. Вновь выбранный чешский король Фридрих V был обеспокоен превосходством противника и приказал своей армии перегруппироваться и нападать на выдвигающиеся армии раздельно. Впоследствии Фридрих V был покинут всеми союзниками и потерпел поражение в битве при Белой Горе.